# Victoria megye (Argentína)
Victoria egy megye Argentínában, Entre Ríos tartományban. Székhelye Victoria.

## Települések
Önkormányzatok és települések (Municipios)
- - Victoria

Vidéki központok ( centros rurales de población)
- - Rincón del Doll
  - Rincón de Nogoyá
  - Antelo
  - Molino Doll
  - Chilcas
  - Distrito Pajonal
  - Hinojal
  - Montoya